# 愛丁堡 (德克薩斯州)
愛丁堡（英語：Edinburg）是一個位於美國德克薩斯州伊達爾戈縣的城市。根據2010年美國人口普查，該地共人口74569人，而該地的面積約為97.62平方千米。同時該地也是伊達爾戈縣的縣治。

## 地理
愛丁堡的座標為26°18′15″N 98°09′50″W / 26.30417°N 98.16389°W，而該地的平均海拔高度為29米（即95英尺）。